# Saku Suurhall
Saku Suurhall är en inomhusarena i Estlands huvudstad Tallinn, belägen i stadens västra del i stadsdelen Haabersti. Den är den största multifunktionsarenan i Estland. I arenan har flera sportevenemang samt Eurovision Song Contest 2002 arrangerats.
Arenan är hemmaarena åt basketlaget BC Kalev/Cramo och är uppkallad efter huvudsponsorn, det estländska bryggeriföretaget Saku.